# Sainte-Féréole
Sainte-Féréole este o comună în departamentul Corrèze din centrul Franței. În 2009 avea o populație de 1.812 de locuitori.

## Evoluția populației
| An        | 1975  | 1982  | 1990  | 1999  | 2006  | 2009  |
| --------- | ----- | ----- | ----- | ----- | ----- | ----- |
| Populație | 1.303 | 1.449 | 1.568 | 1.605 | 1.717 | 1.812 |